# Moncontour, Côtes-d'Armor
Moncontour (tiếng Breton: Monkontour) là một xã của tỉnh Côtes-d’Armor, thuộc vùng Bretagne, tây bắc Pháp.

## Dân số
Người dân ở Moncontour được gọi là Moncontourais.